# Desa Patemon (administrativ by i Indonesien, Provinsi Bali)
Desa Patemon är en administrativ by i Indonesien.   Den ligger i provinsen Provinsi Bali, i den sydvästra delen av landet, 900 km öster om huvudstaden Jakarta. Desa Patemon ligger på ön Bali.